# New Delhi
New Delhi [njú déli] (hindijsko नई दिल्ली, pandžabsko ਨਵੀਂ ਦਿੱਲੀ, urdujsko نئی دلی) je glavno mesto Indije. S skupno površino 42,7 km2 leži znotraj metropole Delhi. Tu imata svoj sedež indijska vlada  in vlada nacionalnega glavnega teritorija Delhija. 
Načrt mesta je dal Edwin Lutyens, tedanji vodilni arhitekt Združenega kraljestva. New Delhi je znan po svojih širokih bulvarjih, kjer so doma mnoge nacionalne ustanove in znamenitosti.

## Zgodovina
Kalkuta je bilo glavno mesto Indije do leta 1911 v času Britanske Indije. Delhi je bil politično in finančno središče več kraljestev antične in srednjeveške Indije, od katerih je najpomembnejše Mughal. V začetku 20. stoletja so predlagali britanski administraciji, da bi prestavili prestolnico iz Kalkute v Delhi. Kalkuta leži na vzhodni obali Indijskega polotoka, Delhi pa na severu Indije. Vlada Britanske Indije je menila, da bi bilo lažje upravljati Indijo iz Delhija kot iz Kalkute. Jurij V., tedaj tudi indijski cesar, se je odločil prestaviti prestolnico Britanske Indije v Delhi.
New Delhi je začel nastajati južno od Starega mesta (Delhija), ki ga je zgradil mogulski cesar Šah Jahan. New Delhi prekriva območje sedmih antičnih mest in tukaj se nahaja mnogo zgodovinskih spomenikov, kot sta na primer Jantar Mantar in Vrtovi Lodhijev.
- Bara Gumbad, Vrtovi Lodhijevih, 1494
- Indijska vrata so spomenik indijskim vojakom, ki so padli med 1. svetovno vojno